# Загороднюк Майя Олександрівна
Майя Олександрівна Загороднюк (нар. 4 січня 1942, село Шпичинці, тепер Ружинського району Житомирської області) — українська радянська діячка, завідувачка клінічно-діагностичної лабораторії Ірпінської центральної міської лікарні. Депутат Верховної Ради УРСР 9—11-го скликань.

## Біографія
Освіта вища. Закінчила Київський державний медичний інститут імені Богомольця.
У 1960—1963 роках — лаборант Ірпінської міської лікарні Київської області. У 1963—1971 роках — лаборант Київського державного медичного інституту імені Богомольця.
З 1971 року — лікар Ірпінської центральної міської лікарні Київської області.
З 1973 року — завідувачка клінічно-діагностичної лабораторії Ірпінської центральної міської лікарні Київської області.
Потім — на пенсії в місті Ірпіні Київської області.

## Нагороди
- ордени
- медалі